# Střední průmyslová škola, Obchodní akademie a Jazyková škola s právem státní jazykové zkoušky, Frýdek-Místek
Střední průmyslová škola, Obchodní akademie a Jazyková škola s právem státní jazykové zkoušky, Frýdek-Místek, příspěvková organizace (zkratka POJ F-M, POJFM nebo též SPŠ, OA a JŠ F-M) je střední škola zřizovaná Moravskoslezským krajem. Vznikla roku 2011 spojením tří samostatných škol v těsné blízkosti – Střední průmyslové školy na ulici 28. října 1598 (založeno 1958), Obchodní akademie na ulici Palackého 123 (založeno 1938) a Jazykové školy na ulici 28. října 1639. V současnosti poskytuje škola čtyřleté maturitní obory v oblastech techniky a ekonomiky a jazykové kurzy s právem státní jazykové zkoušky. Je fakultní školou Fakulty strojní VŠB-TUO a Ekonomické fakulty VŠB-TUO.
Součástí školy je školní jídelna a domov mládeže.

## Historie školy

### Obchodní akademie
Obchodní akademie byla v Českém Těšíně otevřena roku 1929 jako Veřejná československá městská obchodní škola. Zprvu zde studovalo 70 žáků ve dvou třídách, ale až roku 1932 získala škola trvalé sídlo na dnešní Pražské ulici v Českém Těšíně. Roku 1937 byla vedle obchodní školy zřízena kvůli narůstající potřebě vyššího obchodního vzdělání ještě Soukromá československá čtyřletá obchodní škola Slezské Matice osvěty lidové. Zanedlouho byla zestátněna a přejmenována na Československou obchodní akademii, která měla 4 třídy se 142 žáky.
Obchodní akademie byla po polské okupaci roku 1938 evakuována z pohraničního Těšína do vnitrozemního Frýdku jako tzv. přenesená obchodní škola, čímž se začíná psát historie současné školy. V té době se akademie často stěhovala v rámci Frýdku  i Místku, aby se roku 1939 usadila v obecné škole ve Starém Městě. Vyučovalo se ale rovněž v obecní knihovně, tělocvičně sokolovny nebo v hostinci.
V říjnu 1941 byli někteří učitelé zatčeni gestapem a vzati do vazby, ke konci roku byla škola okupačními úřady zrušena. Již 16 dnů po konci 2. světové války v Evropě 1945 byla akademie znovuotevřena a v srpnu se konaly první poválečné maturity. Do roku 1990 několikrát změnila název, spojila se se Střední zemědělskou školou a výuka probíhala ve dvou budovách F-M (na Masarykově třídě v budově dnešní Soukromé střední odborné školy F-M a na ulici Československé armády).
Od roku 1995 škola sídlí v novorenesanční budově z počátku 20. století na ulici Palackého, která dříve sloužila českému matičnímu gymnáziu.
V Českém Těšíně byla rovněž roku 1945 znovuotevřena obchodní akademie, která ale se současnou Obchodní akademií v Místku nemá kromě společné historie do roku 1938 nic společného.

### Střední průmyslová škola
Kvůli vysoké poptávce po technicích pro průmyslové závody na Ostravsku bylo roku 1955 rozhodnuto o výstavbě průmyslově zaměřené školy v Místku. Roku 1958 byla škola dostavěna a zahájila se výuka ve dvou třídách prvního ročníku (hutnictví a strojírenství) a jedné třídě druhého ročníku (strojírenství). Tehdy na škole studovalo 95 žáků a vyučovalo je 13 učitelů (pouze muži). Postupně bylo zahájeno také studium večerní a dálkové (pro které měla dočasně škola i detašovaná pracoviště ve Frýdlantu nad Ostravicí a Ostravě-Hrabůvce), které se uskutečňovalo do roku 2005.
Roku 1961 odmaturovali první žáci a otevřel se domov mládeže pro ubytování studentů, ale až do konce 60. let nepřekročil počet studentů hranici 300. Po zrušení Průmyslové školy hutní v Havířově roku 1967 se stala SPŠ F-M jednou z pouhých tří škol v Československu, která vyučovala obor hutnictví, do roku 2010 byla dokonce jedinou v ČR.
Od počátku 70. let 20. století na škole přibývaly obory jako slévárenství, textilní technologie, provoz a ekonomika železniční dopravy nebo administrativa ve strojírenství a hutnictví. V současné době funguje z původní SPŠ pouze obor strojírenství, ostatní současné obory byly otevírány od začátku druhého tisíciletí.
Největší rozmach Střední průmyslová škola zaznamenala roku 1990, kdy ve 28 třídách denního studia studovalo 902 žáků (pro představu k roku 2021 studuje na SPŠ a OA celkem 670 žáků).[zdroj?]

### Sloučení škol
Roku 2011 došlo v rámci optimalizace školství rozhodnutím Zastupitelstva Moravskoslezského kraje ke spojení tří škol. Spojily se Střední průmyslová škola a Obchodní akademie, které jsou od sebe vzdáleny 2 minuty chůze, a Jazyková škola, sídlící v budově domova mládeže, který je na SPŠ napojen. Přejímací organizací se stala Střední průmyslová škola a prvním ředitelem nově vzniklé školy Mgr. Martin Tobiáš, který působil jako ředitel samostatné SPŠ od roku 2008. Od této doby škola nese oficiální název Střední průmyslová škola, Obchodní akademie a Jazyková škola s právem státní jazykové zkoušky, Frýdek-Místek, příspěvková organizace.[zdroj?]
Škola tak poskytuje technické, ekonomické a jazykové vzdělání. Jednotlivé součásti školy fungují jako tzv. fakulty s vlastními zástupci ředitele. Sídlo školy s ředitelstvím se nachází v součásti SPŠ na ulici 28. října 1598.[zdroj?]

## Aktivity školy a soutěže
Škola, její žáci i učitelé se aktivně zapojují do rozličných aktivit a soutěží. Každoročně se žáci umisťují na předních příčkách národního kola soutěže CanSat (především žáci oboru IT), strojírenské soutěže Heidenhain, soutěží ve zpracování textu nebo prestižní republikové soutěže SOČ. Škola také dbá na osobnostní rozvoj žáků a učitelů s programy DofE, Leader in Me nebo zahraničními stážemi v rámci EU Erasmus+. Její žáci se aktivně zapojují do chodu školy, o čemž svědčí i nová vizuální identita školy z roku 2020, která je dílem studenta informačních technologií v rámci dlouhodobé maturitní práce.[zdroj?]
POJ F-M je akreditovaným střediskem ECDL a na léta 2021–2027 získala akreditaci na programy Erasmus+.

### Mezinárodní cena vévody z Edinburghu (DofE)
Od roku 2019 se žáci POJ F-M zapojují do programu Mezinárodní cena vévody z Edinburghu, ve kterém se rozvíjejí v následujících oblastech:
- Dovednost (např. hra na hudební nástroj, malování, programování),
- Pohyb (jakékoli sportovní aktivity),
- Dobrovolnictví (např. výpomoc v domově seniorů, doučování spolužáků),
- Expedice (minimálně jedna noc v přírodě; stanovují si vlastní cíl mise).

Žáci musí každou aktivitu (kromě expedice) vykonávat alespoň hodinu týdně a vést si diář. Na závěr podniknou společnou expedici minimálně na jednu noc do přírody, kde plní konkrétní cíle. Po absolvování programu získají certifikát a bronzovou/stříbrnou/zlatou medaili v závislosti na délce trvání programu (od 6 měsíců do 18 měsíců). Absolvování programu je ceněno některými zaměstnavateli a vysokými školami jako přidaná hodnota uchazeče.[zdroj?]

### Studentský startup pro 21. století
Od roku 2021 realizuje škola projekt Studentský startup pro 21. století, na který vyhrála grant v hodnotě 9 000 000 Kč od dánské nadace The Velux Foundations (nadace společnosti Velux). Jsou modernizovány školní prostory dílen moderní technikou 3D tisku, 3D měření, virtuální reality a CNC pro potřeby budoucích studentských společností. Studentské startupy se budou skládat z několika žáků všech oborů, kteří mají za úkol vymyslet originální nápad, zrealizovat jej a uspět s ním na trhu.[zdroj?]

### Zahraniční stáže Erasmus+
Pro prohloubení znalostí cizího jazyka a odborných dovedností vyjíždějí žáci i učitelé na zahraniční stáže financované Evropskou unií. Obvykle žáci jezdí do Španělska, Rakouska, Irska, Portugalska a učitelé do Finska, Řecka, Španělska apod. Pobyt a práce v destinacích trvají od 3 týdnů do 3 měsíců.[zdroj?]

### The English Theatre Club
Školní Klub anglického divadla vznikl na Obchodní akademii v roce 2008 a pomáhá žákům získat sebedůvěru ve vystupování a v anglickém jazyce. Žáci školy jsou vedeni učiteli (někdy i herci) a v průběhu půl roku vytvoří a nazkoušejí divadelní představení – někdy jsou scénáře napsány přímo žáky. Pro účely divadla vznikl v přízemí budovy Obchodní akademie divadelní sál „Andrgraund“ s kapacitou přibližně 60 diváků, který občas slouží jako místnost pro přednášky.[zdroj?]

### Okolo Frýdku cestička
První ročník tradičního pochodu kolem města F-M se uskutečnil v říjnu 1977 a pořádala jej SPŠ F-M. Na pouti, která se koná každoročně třetí říjnovou sobotu, jsou trasy voleny tak, aby se v průběhu tří let každý účastník seznámil s nejbližším okolím města. Vychází se od Domova mládeže SPŠ a délky tras se pohybují mezi 22–30 km. Akce je určena pro žáky školy, zaměstnance i pro širokou veřejnost. V případě absolvování 3 ročníků po sobě účastník dostane barevnou kovovou květinku s třemi okvětními lístky.[zdroj?]

## Budovy školy

### Obchodní akademie (budova Palackého 123, Místek)
Obchodní akademie sídlí v majestátní novorenesanční budově na ulici Palackého 123, která byla postavena pro České soukromé gymnásium.

#### Historie
Historie budovy na ulici Palackého je velmi složitá. Místek v 90. letech 19. století čelil silným germanizačním tlakům, kdy 40 % obyvatelstva tvořili Němci. Aby si Češi posilnili své postavení ve městě, rozhodla Matice místecká roku 1895 o založení Českého soukromého gymnásia (dnešní Gymnázium Petra Bezruče), které první roky fungování sídlilo různě po městě.
Vlastní budova na ulici Palackého 123 pro gymnázium byla postavena v roce 1899 za pouhých 5 měsíců. Jednalo se o velkou událost, kterou provázely četné oslavy a každý obyvatel města chtěl alespoň malým dílem přispět. O výzdobu exteriéru se postaral sochař Josef Skotnica z Raškovic.
Na začátku 1. světové války bylo z budovy gymnázium vystěhováno a až do roku 1918 zde byla zřízena vojenská nemocnice. Ihned po skončení války začalo gymnázium v budově znovu vyučovat.
Po posílení vlivu českého gymnázia sloučením s frýdeckým gymnáziem vznikl obrovský ústav, na což Němci reagovali podstrčenými protiněmeckými letáky. V říjnu 1941 do gymnázia vtrhlo gestapo, SS a SA a zatkli všechny profesory a oktavány (žáky posledního ročníku). V březnu roku 1942 bylo gymnázium uzavřeno okupačními úřady a budova byla za 2. světové války zabrána okresním úřadem.
Po válce se do budovy znovu nastěhovalo Místecké gymnázium, ale roku 1953 se sloučilo se střední školou a přestěhovalo se na dnešní ulici Československé armády. Od té doby až do roku 1995 byla budova sídlem 3. ZŠ. Právě v 90. letech se škola rozrostla o další učebny a 2 tělocvičny, takže se skládala ze tří vzájemně propojených částí. Budovy postavené v této době jsou nicméně betonové.
Po zrušení 3. ZŠ se do budovy nastěhovala Obchodní akademie.[zdroj?]

#### Architektura
Budova je postavena v novorenesančním stylu, který je pro konec 19. století typický (viz Národní divadlo v Praze nebo Národní dům v Místku). Hlavní průčelí zdobí sochy Historie a Pedagogiky, které jsou znázorněny jako ženy držící jednotlivé atributy disciplín, jež symbolizují. Historie má v jedné ruce knihu, v druhé drží pero hodlající zapisovat události světa. Pedagogika drží svitek a u nohou jí sedí sova symbolizující moudrost. Nad sochami se nachází plastiky hlav Palackého a Komenského.
Autorem výzdoby je raškovický sochař Josef Skotnica, který rovněž pracoval na výzdobě dnešní ZUŠ v Místku.[zdroj?]

### Střední průmyslová škola (budova 28. října 1598, Místek)
Historie budovy Střední průmyslové školy ve Frýdku-Místku není tak složitá, jako je tomu u Obchodní akademie. Budova byla postavena přímo pro účely nově vzniklé školy SPŠ F-M. Projekt školy se zrodil na prknech pražského Projekčního ústavu a stavbou byly pověřeny Pozemní stavby Gottwaldov. Celý proces trval přibližně 3 roky. V době vzniku se SPŠ skládala ze samostatné hlavní budovy (s dílnami a tělocvičnou), oddělené budovy domova mládeže (se školní jídelnou) a školního hřiště.
Až v 90. letech 20. století byl členitý areál propojen v jeden celek přístavbami, které daly vzniknout novým učebnám, aule, herně stolního tenisu v suterénu domova mládeže a velké sportovní hale.[zdroj?]
Kvůli úbytku žáků v 90. letech se v budově domova mládeže usídlilo několik firem. Na pár let se v areálu školy dokonce zabydlelo i několik tříd soukromé základní školy s rozšířenou výukou cizích jazyků a soukromé gymnázium.
V průčelí budovy se nacházejí čtyři sloupy, na kterých je umístěna plastika pravítka a ozubeného kola. Budova má rozsáhlý suterén s knihovnou, dílnami a šatnami, přízemí s ředitelnou, kantýnou a odbornými učebnami a 2 patra.[zdroj?]
SPŠ disponuje zámečnickými dílnami, CNC, laboratoří mechatroniky a 3D modelování apod.[zdroj?]

## Poloha školy a okolí
Škola se nachází ve Frýdku-Místku, konkrétně v Místku poblíž řeky Ostravice, která rozděluje části města i historické země Moravu a Slezsko. Jednotlivé části školy se od sebe nacházejí přibližně 2 minuty chůze. Těsně ke škole přiléhají Sady Bedřicha Smetany, které jsou školou využívány například při hodinách tělesné výchovy.[zdroj?]
Jelikož je škola situována poblíž centra města Místku, v okolí funguje řada škol a úřadů – soukromá střední škola PrimMat, s. r. o., Gymnázium Petra Bezruče, ZŠ 1. máje, místecký magistrát, Úřad práce, Státní okresní archiv F-M nebo poliklinika.
Škola je také dopravně dobře dostupná – v okolí se nachází několik autobusových zastávek (Frýdlantská, Politických obětí, Domov seniorů) a autobusové a vlakové nádraží.

## Obory vzdělání
- Strojírenství (23-41-M/01)
- Technické lyceum (78-42-M/01)
- Technická zařízení budov (36-45-M/01)
- Informační technologie (18-20-M/01)
- Obchodní akademie (63-41-M/02)
- Ekonomické lyceum (78-42-M/02)
- Veřejnosprávní činnost (68-43-M/01)[17]

## Významní absolventi
- Libor Uher – horolezec, druhý Čech na K2
- Lumír Kajnar – grafický designér
- Vítězslav Mácha – trojnásobný mistr světa v zápase řecko-římském
- Jana Hoňková – vicemistryně světa a Evropy v Taekwon-Do
- Ivan Kopecký – držitel titulu Nejlepší trenér Československa 1986 (fotbal)
- Kaczi – zpěvačka a multiinstrumentalistka
- Psycho Rhyme – rapper[4]

## Seznam ředitelů

### Obchodní akademie
- dr. Ing. Albín Kania (1938–1941),
- dr. Karel Šmíd (1941–1959),
- dr. Ing. Čeněk Kazda (1959–1971)
- dr. Bohuslav Holuša, CSc. (1971–1973),
- Emil Pederzoli (1973–1981),
- Ing. Kamil Kuchař (1981–1989),
- Ing. Jana Adamčíková (1989–1990),
- Ing. Petr Tyleček Petr (1990–2011),
- Mgr. Martin Tobiáš (2011–?) – v návaznosti na sloučení škol

### Střední průmyslová škola
- Gustav Štefek (1958–1968),
- Jaroslav Nenadál (1968),
- Ing. Milan Kostelník (1968–1970),
- Ing. Zdeněk Jež (1970–1980),
- Ing. Arnošt Borovec (1980–1990),
- Ing. Jan Kubala (1990–1996),
- Ing. Dušan Rybák (1996–2008),
- Mgr. Martin Tobiáš (2008–?).